# Loki (1.ª temporada)
A primeira temporada da série de televisão estadunidense Loki, baseada no personagem de mesmo nome, da Marvel Comics, mostra Loki sendo trazido para a misteriosa Autoridade de Variância Temporal depois de roubar o Tesseract durante os eventos de Avengers: Endgame (2019), e é forçado a ajudar a pegar uma perigosa variante de si mesmo. É ambientada no Universo Cinematográfico Marvel (MCU) produzida pela Marvel Studios, compartilhando continuidade com os filmes e séries da franquia. A temporada foi produzida pela Marvel Studios, com Michael Waldron como roteirista principal e Kate Herron na direção.
Tom Hiddleston repete seu papel como Loki da série de filmes, com Gugu Mbatha-Raw, Wunmi Mosaku, Eugene Cordero, Tara Strong, Owen Wilson, Sophia Di Martino, Sasha Lane, Jack Veal, DeObia Oparei, Richard E. Grant e Jonathan Majors também estrelando. Em setembro de 2018, o Marvel Studios estava desenvolvendo uma série de séries limitadas para o Disney+, centradas em personagens coadjuvantes dos filmes do UCM. Uma série protagonizada por Hiddleston como Loki foi confirmada em novembro de 2018. Waldron foi contratado em fevereiro de 2019, e Herron ingressou naquele mês de agosto. As filmagens da série começaram em janeiro de 2020 em Atlanta, Geórgia e foram suspensas em março de 2020 devido à pandemia de COVID-19. A produção foi retomada em setembro e concluída em dezembro. A série se passa após os eventos do filme Avengers: Endgame, no qual uma versão alternativa de Loki criou uma nova linha do tempo. A temporada tem um tom de thriller policial e prepara os eventos dos filmes Doctor Strange in the Multiverse of Madness (2022) e Ant-Man and the Wasp: Quantumania (2023).
Loki estreou em 9 de junho de 2021, com sua primeira temporada terminando em 14 de julho, consistindo em seis episódios. Faz parte da Fase Quatro do UCM. A primeira temporada recebeu críticas positivas, com elogios às performances e visuais. Uma segunda temporada está em desenvolvimento.

## Episódios
| N.º | Título                                                    | Dirigido por | Escrito por                   | Exibição original   |
| --- | --------------------------------------------------------- | ------------ | ----------------------------- | ------------------- |
| 1 | "Glorious Purpose" "Glorioso Propósito (BR/PT)"           | Kate Herron  | Michael Waldron               | 9 de junho de 2021  |
| Loki é preso pela Autoridade de Variância Temporal (AVT) quando cria uma nova linha do tempo, após escapar da Batalha de Nova York com o Tesseract em 2012. A AVT reinicia a linha do tempo, e essa "variante" do Loki é julgada na frente da juíza Ravonna Renslayer na sede da AVT por crimes contra a "Linha do Tempo Sagrada". Loki culpa os Vingadores por criarem esta situação ao viajarem no tempo, mas Renslayer diz que suas ações deveriam acontecer, ao contrário da fuga de Loki. O agente Mobius M. Mobius intercede e leva Loki a uma sala de vídeo para rever seus erros passados e questionar sua história de ferir pessoas. Ele revela que Loki, em seu futuro pretendido, inadvertidamente causa a morte de sua mãe adotiva Frigga. Loki tenta escapar, mas desiste ao perceber que o poder da AVT excede o das Jóias do Infinito. Ele retorna a sala de vídeo e assiste a mais eventos futuros, incluindo sua própria morte nas mãos de Thanos. Ele então concorda em ajudar Mobius a caçar outra variante de Loki que matou vários agentes da AVT e roubou suas cargas de reinicialização da linha do tempo. |                                                           |              |                               |                     |
| 2 | "The Variant" "A Variante (BR/PT)"                        | Kate Herron  | Elissa Karasik                | 16 de junho de 2021 |
| Loki se junta a uma missão da AVT no local de um ataque da "Variante" em 1985, em Oshkosh, Wisconsin, onde ele para e tenta barganhar para encontrar os Guardiões do Tempo, que criaram a AVT e a Linha do Tempo Sagrada. Mobius convence Renslayer a dar a Loki outra chance. Depois de pesquisar os arquivos da AVT, Loki teoriza que a Variante está se escondendo perto de eventos apocalípticos ao longo do tempo, onde suas ações não afetam a linha do tempo. Loki e Mobius confirmam essa possibilidade visitando Pompeia em 79 DC, antes de deduzirem que a variante está se escondendo durante um furacão no Alabama em 2050. Loki, Mobius e os agentes da AVT são emboscados pela Variante que possui o corpo de várias pessoas e da agente Caçadora B-15. A Variante revela ser uma versão feminina de Loki e rejeita sua oferta de derrubar os Guardiões do Tempo juntos. Ela envia as cargas de reinicialização roubadas e ativadas para vários pontos ao longo da Linha do Tempo Sagrada, criando várias linhas do tempo ramificadas e deixando a AVT em desordem. Ela se teletransporta e Loki a segue. |                                                           |              |                               |                     |
| 3 | "Lamentis" "Lamentis (BR/PT)"                             | Kate Herron  | Bisha K. Ali                  | 23 de junho de 2021 |
| A Variante chega a AVT e tenta encontrar os Guardiões do Tempo, seguida por Loki, que usa um Temp Pad para teletransportá-los para longe e escapar de Renslayer. Eles chegam em 2077 em Lamentis-1, uma lua que logo será esmagada por um planeta, e o Temp Pad fica sem energia. Loki o esconde magicamente, e a Variante, que atende pelo pseudônimo de Sylvie, concorda em trabalhar com ele para carregá-lo. Eles entram sorrateiramente a bordo de um trem com destino à arca, uma espaçonave de evacuação, com a intenção de usá-la para recarregar o Temp Pad. Loki fica bêbado e chama a atenção para eles, levando a uma briga com os guardas que o jogam para fora do trem. Sylvie o segue e descobre que o Temp Pad está quebrado, e a dupla decide terminar a jornada a pé e comandar a arca para que possam usá-la para escapar. Sylvie diz que os trabalhadores da AVT são todos variantes, ao invés de criações dos Guardiões do Tempo, como afirma Mobius. Loki e Sylvie abrem caminho por entre os guardas e uma multidão de pessoas que tentam embarcar na arca. Antes de chegarem lá, os meteoros do planeta que se aproximam destroem a arca. |                                                           |              |                               |                     |
| 4 | "The Nexus Event" "O Evento Nexus (BR/PT)"                | Kate Herron  | Eric Martin                   | 30 de junho de 2021 |
| Em Lamentis-1, Sylvie diz a Loki que escapou da detenção da AVT quando criança. No presente, Renslayer informa Mobius sobre a morte da Caçadora C-20 em circunstâncias incertas. Loki e Sylvie formam um vínculo romântico, criando uma linha do tempo ramificada única. Mobius prende os dois, punindo Loki, deixando-o em um loop temporal com Sif. Depois que Mobius e a Caçadora B-15 percebem que são variantes, após interrogarem Loki e Sylvie, Mobius liberta Loki do loop, mas logo é confrontado por Renslayer e podado. Loki e Sylvie são levados até os Guardiões do Tempo por Renslayer, antes da Caçadora B-15 intervir. Na luta que se seguiu, os Homens-Minuto de Renslayer são podados, enquanto Renslayer é nocauteada por Sylvie, que destrói um dos Guardiões do Tempo, descobrindo que eles são androides. Renslayer recupera a consciência e poda Loki. Sylvie, com raiva, exige a verdade de Renslayer. Em uma cena no meio dos créditos, Loki acorda em um reino desconhecido, cercado por outras variantes de Loki, que o convidam a se juntar a eles. |                                                           |              |                               |                     |
| 5 | "Journey into Mystery" "Jornada ao Mistério (BR/PT)"      | Kate Herron  | Tom Kauffman                  | 7 de julho de 2021  |
| Sylvie descobre com Renslayer que Loki foi teletransportado para o Vazio, uma dimensão no final do Tempo para onde é enviado tudo que a AVT poda. Enquanto isso, Loki aprende com suas outras variantes que uma criatura parecida com uma nuvem chamada Alioth guarda o Vazio e impede que qualquer um escape. Em uma tentativa de alcançar Loki, Sylvie se poda e escapa por pouco de Alioth com a ajuda de Mobius. Boastful Loki tenta trair os outros Lokis por outra variante de Loki (que foi eleito presidente em sua linha do tempo), causando uma luta, forçando Loki e seus aliados variantes a escaparem. Depois de se reunir com Loki, Sylvie propõe um plano para abordar Alioth e encantá-lo, na esperança de que isso os leve ao verdadeiro cérebro por trás da criação da AVT. Enquanto os Lokis se dirigem para Alioth, Mobius usa um Temp Pad que Sylvie roubou de Renslayer para retornar a AVT. Kid Loki e Loki Jacaré escapam, enquanto Loki Clássico cria uma grande ilusão de Asgard para distrair Alioth e se sacrificar no processo. Isso permite que Loki e Sylvie encantem a criatura com sucesso e ultrapassem o Vazio. Percebendo uma cidadela em primeiro plano, a dupla caminha em sua direção.                                                |                                                           |              |                               |                     |
| 6 | "For All Time. Always." "Por Todo Tempo. Sempre. (BR/PT)" | Kate Herron  | Michael Waldron & Eric Martin | 14 de julho de 2021 |
| Na Cidadela no Fim do Tempo, Loki e Sylvie encontram Senhorita Minutos e rejeitam uma oferta de seu criador, "Aquele Que Permanece", de devolvê-los à linha do tempo com tudo o que desejam. Enquanto isso, Renslayer sai em missão para encontrar "livre arbítrio" após receber informações de Aquele Que Permanece. O vilão cumprimenta Loki e Sylvie, revelando que ele criou a AVT após encerrar uma guerra multiversal causada por suas variantes. Ele oferece a eles uma escolha quando a linha do tempo começa a se ramificar: eles poderiam matá-lo, encerrando a linha do tempo singular e arriscando outra guerra multiversal desencadeada por suas variantes, ou eles poderiam substituí-lo como seus sucessores para gerenciar a linha do tempo. Sylvie decide matar Aquele Que Permanece, enquanto Loki tenta impedi-la, implorando que ele queira que Sylvie fique segura. Eles se beijam, mas Sylvie manda Loki de volta para a sede da AVT. Ela mata Aquele que Permanece, desencadeando um multiverso com linhas do tempo que não podem ser podadas. Na sede da AVT, Loki avisa Mobius e B-15 sobre as variantes de Aquele que Permanece, mas eles não reconhecem Loki que vê que uma estátua de uma dessas variantes substituiu as dos Guardiões do Tempo. |                                                           |              |                               |                     |

## Elenco e personagens

### Regular
- Tom Hiddleston como Loki.[3]
  - Hiddleston também interpreta o Presidente Loki.[4][5]

- Gugu Mbatha-Raw como Ravonna Renslayer.[6]
  - Mbatha-Raw também interpreta Rebecca Tourminet.[7]

- Wunmi Mosaku como Caçadora B-15.[8]
- Eugene Cordero como Casey e Caçador K-5E.[9][10]
- Tara Strong como Senhorita Minutos (Voz).[11]
- Owen Wilson como Mobius M. Mobius.[12]
- Sophia Di Martino como Sylvie.[13]
- Sasha Lane como Caçadora C-20.[14]
- Jack Veal como Kid Loki.[15]
- DeObia Oparei como Boastful Loki.[15]
- Richard E. Grant como Loki Clássico.[15]
- Jonathan Majors como Aquele Que Permanece.[16]
  - Majors também dá a voz aos Guardiões do Tempo.[17]

### Recorrente e participação
- Neil Ellice como Caçador D-90.[18]
- Jaimie Alexander como Sif (não-creditada).[19]
- Chris Hemsworth dá a voz ao Thor Sapo (não-creditado).[20]

## Produção

### Desenvolvimento

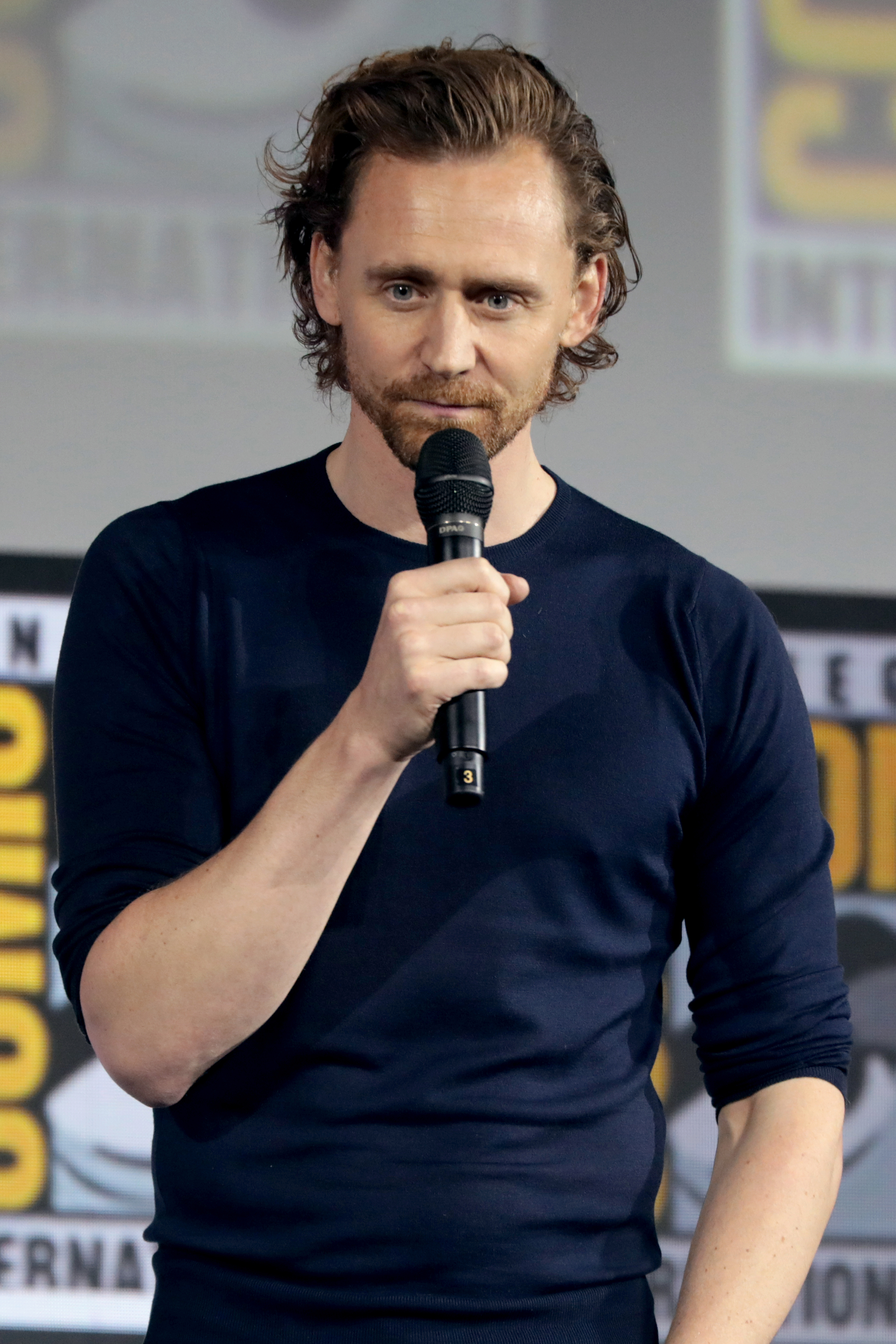
Tom Hiddleston promovendo a série na San Diego Comic-Con 2019.

Em novembro de 2018, o CEO da Disney, Bob Iger, confirmou que uma série centrada em Loki estava em desenvolvimento para o Disney+, produzida pela Marvel Studios, e que Tom Hiddleston deveria reprisar seu papel da série de filmes do Universo Cinematográfico Marvel (UCM). Michael Waldron foi contratado como roteirista principal e produtor executivo da série em fevereiro de 2019, e também foi escalado para escrever o primeiro episódio. Waldron sentiu que a série era uma oportunidade para "caos e diversão", como conectar Loki à história de D. B. Cooper, e sua proposta para a Marvel era criar uma "grande, louca e divertida aventura" que exploraria um novo canto do UCM e faria algo inesperado em cada episódio que "explodiria" as ideias do público sobre o que a série é. Waldron assumiu que o público esperava que o show fosse semelhante a Quantum Leap, com Loki influenciando eventos históricos. Kate Herron, uma fã de Loki, preparou um documento de 60 páginas de sua proposta para ser a diretora da série, sentindo que uma demonstração de paixão pelo personagem a diferenciaria dos diretores mais experientes que estavam sendo considerados. Depois de desenvolver seu argumento durante várias entrevistas pelo Zoom com os executivos do Marvel Studios Kevin Wright e Stephen Broussard, Herron foi levada de avião para Burbank para uma reunião com os principais executivos, incluindo Feige, Victoria Alonso e Louis D'Esposito. Wright acreditava que a proposta de Herron tinha uma "visão completa" de como pegar as idéias para a série e transformá-las em algo "totalmente único" para o UCM. Em agosto de 2019, Feige se encontrou com Herron em Londres para oferecer a ela o emprego de diretora da série. Em 48 horas, ela voou para Nova York para encontrar Hiddleston e discutir o personagem com ele, e então foi para a D23 Expo, onde foi anunciada como diretora e produtora executiva. Parte do acordo de Herron para se juntar à série era garantir que houvesse paridade de gênero entre a equipe, principalmente com os chefes de departamento. Daniel Kwan e Daniel Scheinert também foram abordados para dirigir a temporada, mas optaram por seguir seu próprio projeto, o filme Everything Everywhere All at Once (2022), que também tratava de conceitos multiversais.
Depois que Waldron assinou contrato para escrever o filme Doctor Strange in the Multiverse of Madness (2022) em fevereiro de 2020, o roteirista Eric Martin foi promovido para lidar com as necessidades do dia-a-dia da série, incluindo ser o roteirista principal no set, com Waldron e Martin mais tarde colaborando em qualquer reescrita para série. A primeira temporada consiste em seis episódios de 40 a 50 minutos, equivalente a 280 minutos no total. Além de Waldron e Herron, os produtores executivos da série incluem Feige, D'Esposito, Alonso, Broussard e Hiddleston. A temporada mostra uma versão alternativa de Loki trazida para a misteriosa Autoridade de Variância Temporal (AVT) para ajudar a consertar a linha do tempo e impedir uma ameaça maior, acabando preso em um thriller policial de sua própria autoria, viajando no tempo e alterando a história da humanidade.

### Roteiro
Elissa Karasik, Bisha K. Ali, Eric Martin, Tom Kauffman serviram como roteiristas da série, com Jess Dweck também ajudando, trabalhando durante 20 semanas para criar os roteiros da série. Waldron achou esse período desafiador porque ele também teve que escrever o episódio piloto, que normalmente é feito em um período de desenvolvimento separado antes que outros roteiristas sejam contratados, para estabelecer o mundo da série, enquanto concebe os elementos da história para o resto dos episódios.
A temporada se passa após Avengers: Endgame, que mostrou Loki roubando o Tesseract durante os eventos de 2012 de The Avengers (2012), criando uma linha do tempo alternativa dos principais filmes do UCM. Na série, a variante do tempo de Loki viaja no tempo e altera a história da humanidade, com a série explorando as questões "Para onde Loki foi depois de pegar o Tesseract? Será que Loki poderia fazer um amigo? [Será] o sol brilhará sobre ele novamente?". Explorar linhas do tempo alternativas e o multiverso permitiu que Loki introduzisse versões de outros personagens no UCM, além de outras versões de Loki. Waldron também esperava explorar "questões de personagem um pouco mais complexas", como o que torna uma pessoa "realmente boa ou realmente má", e o que torna um herói, herói ou vilão, um vilão. Ele acrescentou que o ambiente da série em uma linha do tempo alternativa significava que não teria que lidar com a "dor imediata e consequências" de Endgame e poderia, em vez disso, "abrir um novo caminho para um novo canto do UCM", que o diferencia das duas séries anteriores do Disney+, WandaVision e The Falcon and the Winter Soldier, que se passam logo após Endgame.

Parte da proposta de Waldron para explorar um novo canto do UCM incluía a introdução da Autoridade de Variância Temporal (AVT), uma organização que monitora as várias linhas do tempo do Multiverso. Feige e o produtor executivo Stephen Broussard esperavam introduzir a AVT no UCM por anos, mas a oportunidade certa não apareceu até o desenvolvimento de Loki. A introdução da AVT convenceu Hiddleston a fazer a série. Waldron sentiu que a organização era divertida porque apresenta algo tão "notável" quanto uma viagem no tempo "sem alma" e burocrático. Herron infundiu a representação da AVT na série com detalhes e conhecimento de seu tempo como trabalhadora temporária, e os roteiristas acrescentaram "floreios divertidos de coisas descontinuadas" do passado que a AVT poderia acessar, como as bebidas dos anos 1990, Josta e BoKu. A hierarquia da AVT e seu "funcionamento interno" são explorados, com Na Roda da Fortuna (1994) sendo uma referência para Herron na hierarquia.

Nossa abordagem com a viagem no tempo baseava-se na filosofia de que o tempo está sempre acontecendo. Portanto, há infinitas instâncias de tempo sempre ocorrendo de uma vez. Então, você e eu estamos tendo essa conversa agora. Há outra ocasião em que tivemos essa conversa há 10 segundos. Há outra ocasião em que teremos essa conversa 10 segundos no futuro. Geralmente, essas três instâncias—você poderia literalmente dizer que são todos universos diferentes de uma forma [,] linhas do tempo diferentes—são todas iguais. Existem pequenas flutuações minúsculas em cada instância de tempo... diferentes permutações e instâncias [sempre] acontecendo. A TVA tem seu próprio barômetro, seu próprio medidor do que constitui um desvio da linha de base, a forma como deve ser [para produzir] Aquele Que Permanece... Se você ampliar a linha do tempo, não parecerá necessariamente uma linha reta. Pode parecer quase como os fios entrelaçados de uma corda flutuando e cravando aqui e ali. Quando isso se torna um problema para a AVT é quando, de acordo com suas próprias regras, quando algo poderia se ramificar de forma que pudesse realmente produzir uma nova linha do tempo que poderia produzir uma nova versão de Aquele Que Permanece? Essa é a coisa prática contra a qual eles estão se protegendo.

—O roteirista principal, Michael Waldron, explicando a abordagem da série para a viagem no tempo, o multiverso, a missão de Aquele Que Permanece e a AVT para Matt Singer do ScreenCrush.
Os roteiristas trabalharam muito para conceber como a viagem no tempo funcionava na AVT para garantir que o público pudesse entender facilmente o conceito e as regras, expandindo o método que foi introduzido em Vingadores: Ultimato. Waldron sentiu que era importante deixar essa lógica fechada porque, sendo uma série semanal, o público teria uma semana entre cada episódio para "separar isso". Falando sobre os locais visitados na série, Waldron esperava subverter as expectativas do público de Loki aparecendo em vários eventos monumentais da história, em vez de escolher ir a lugares que o público conhece "mas não conhecia bem e talvez seja emocionante ver".
Waldron sentiu que explorar a perspectiva da AVT sobre o tempo e a realidade ajudaria a examinar a luta de Loki com a identidade. Ele notou que o personagem tinha estado fora de controle em partes cruciais de sua vida ao longo dos filmes do UCM, e o local da AVT trabalhando com cronogramas diferentes o levaria ainda mais longe de sua zona de conforto. Waldron explicou que a natureza do trabalho feita pela AVT tornou a organização "especialmente adequada para segurar um espelho para Loki e fazê-lo confrontar quem ele é e quem deveria ser". Hiddleston também sentiu que a série era sobre identidade, bem como a dificuldade de autoconhecimento e auto aceitação, e "integrar os fragmentos díspares dos muitos eus que [Loki] pode ser", apontando para o logotipo da série, que apresenta o título "Loki" alternando entre várias fontes, como uma indicação disso. Da mesma forma, Hiddleston acreditava que Loki tinha a ver com o valor do tempo e o que ele vale para uma pessoa. Broussard afirmou que, além do elemento de viagem no tempo, a série teria uma "qualidade de homem em fuga", com Waldron acrescentando que havia uma qualidade inesperada de ficção científica na série, que também explora conspirações misteriosas e realidade distorcida. Loki também tem elementos de suspense de mistério e assassinato. As histórias de amor também fazem parte da série, com Waldron destacando a história de amor platônica entre Loki e Mobius que é semelhante à entre os personagens Carl Hanratty e Frank Abagnale Jr. em Prenda-Me se For Capaz (2002). A série também vê Loki se apaixonar por sua variante feminina, Sylvie. Essa foi uma grande parte da proposta de Waldron para a série, observando que eles não tinham certeza se retratar Loki se apaixonando por outra versão de si mesmo era "muito louco". Ele continuou notando que Loki era "basicamente sobre amor-próprio, auto-reflexão e perdão a si mesmo" e "parecia certo" para a série ser a primeira "história de amor real" do personagem.
Waldron disse que a série foi estruturada como contos individuais, em vez de um filme de seis horas dividido em episódios, comparando sua abordagem à série The Leftovers e Watchmen. A série Mad Men foi uma inspiração filosófica e estética para Loki, já que Waldron acreditava que era um bom exemplo de um "estudo de caráter rico" que era o que ele buscava em Loki. Outras inspirações incluem Antes do amanhecer (1995), Prenda-Me se For Capaz, filmes de Quentin Tarantino, filmes de David Fincher como Se7en: Os Sete Crimes Capitais (1995) e Zodíaco (2007), O Silêncio dos Inocentes (1991), Toy Story (1995), Armageddon (1998), a série Lost, e a série Rick e Morty (da qual Waldron foi roteirista). Loki não adapta um enredo particular dos quadrinhos, apesar de várias referências aos quadrinhos aparecerem. A história de Kid Loki em Journey into Mystery, escrita por Kieron Gillen, foi uma inspiração para Waldron porque explorou a humanidade do personagem em um espaço vulnerável que só é possível com uma criança (e não necessariamente porque há uma versão infantil de Loki na série).
Feige declarou em novembro de 2019 que a série teria relação com Doctor Strange in the Multiverse of Madness (2022), mas em maio de 2021 ele não reconfirmaria isso ou se a série teria relação com qualquer outro projeto do UCM. No entanto, ele disse que a série seria "tremendamente importante" e "estabeleceria as bases" para o futuro do UCM, tendo mais impacto no UCM do que WandaVision ou Falcão e o Soldado Invernal. Waldron observou que, como com todas as propriedades do UCM, o objetivo era que Loki tivesse "ramificações de amplo alcance" em toda a franquia. Ele colaborou com Jeff Loveness, roteirista de Homem-Formiga e a Vespa: Quantumania (2023), uma vez que esse filme lida com o Reino Quântico e está intimamente ligado ao multiverso. Além disso, Ali se tornou a roteirista principal da série Ms. Marvel (2021). O "homem por trás da cortina" da AVT é revelado como Aquele Que Permanece, uma variante do personagem de Quantumania, Kang, o Conquistador. Jonathan Majors interpreta ambos os papéis, e Waldron sentiu que fazia "muito sentido" apresentar Majors na série, já que Kang é um "adversário multiversal que viaja no tempo" e é considerado o "próximo grande vilão do crossover". O final da primeira temporada também é uma preparação para os eventos de Doctor Strange in the Multiverse of Madness, e elementos de Spider-Man: No Way Home (2021). Broussard e Wright também se encontraram com Brad Winderbaum, produtor executivo da animação What If...?, e a produtora co-executiva de WandaVision, Mary Livanos, para estabelecer um "livro de regras" sobre o multiverso, suas linhas do tempo de ramificações e eventos nexus. Chancellor Agard, da Entertainment Weekly, disse que, enquanto algumas propriedades do UCM "lidaram com as consequências de entradas anteriores", nenhuma jamais "tentou algo tão ambicioso como isso, em que vários filmes estão lidando com um problema criado por uma coisa".

### Elenco
O elenco principal da temporada inclui Hiddleston como Loki, Gugu Mbatha-Raw como Ravonna Renslayer,  Wunmi Mosaku como Caçadora B-15, Eugene Cordero como Casey e Caçador K-5E,Tara Strong como Senhorita Minutos (Voz), Owen Wilson como Mobius M. Mobius, Sophia Di Martino como Sylvie, Sasha Lane como Caçadora C-20, Jack Veal como Kid Loki, DeObia Oparei como Boastful Loki, Richard E. Grant como Loki Clássico, Jonathan Majors como Aquele Que Permanece.
Hiddleston também interpreta o Presidente Loki, outra variante de Loki que comanda um exército e está em desacordo com Kid Loki. Hiddleston chamou o presidente Loki de "o pior do bando ruim", descrevendo-o como "o menos vulnerável, o personagem mais autocrático e terrivelmente ambicioso que parece não ter empatia ou se importar com mais ninguém". Mbatha-Raw também interpreta Rebecca Tourminet, vice-diretora de uma escola em Fremont, Ohio, em 2018. Descobrir que havia diferentes variantes de Renslayer em diferentes épocas foi "incrível" para Mbatha-Raw. Majors também dá a voz aos Guardiões do Tempo, em uma referência a The Wizard of Oz onde eles são o Mágico e Aquele Que Permanece é o "homem por trás da cortina". Majors viu os designs de cada Guardião do Tempo e forneceu várias opções de voz para cada um.
Em dezembro, foi revelado que Jaimie Alexander reprisaria seu papel como Sif, dos filmes anteriores do Thor; ela faz uma aparição especial não-creditada na temporada. Chris Hemsworth, que interpreta o Thor no UCM, também tem uma participação especial não creditada na temporada, proporcionando a voz do Thor Sapo.

### Design

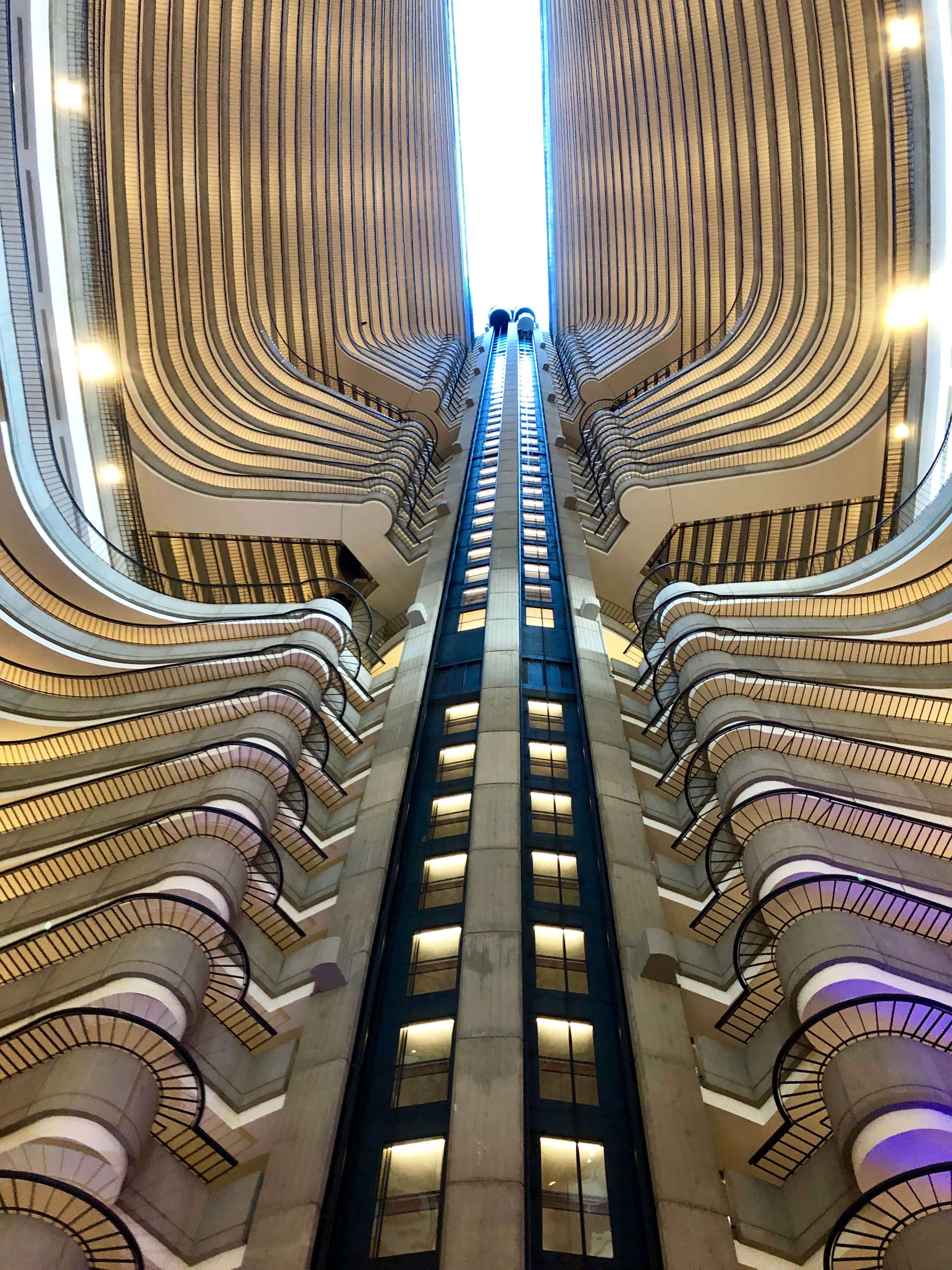
O Atlanta Marriott Marquis (acima) foi usado para retratar a Autoridade de Variância Temporal, que ajudou a criar os visuais de infinito que Herron foi atraída dos quadrinhos (abaixo).

Herron trabalhou com a figurinista Christine Wada para criar figurinos que fossem "um reflexo externo da história interna" e refletissem o "desgaste" ao longo da série. Loki tem uma infinidade de figurinos na série que refletem sua jornada; a minissérie em quadrinhos Vote Loki inspirou um dos looks de Loki na série. O visual de Mobius na série deve se assemelhar ao do editor da Marvel Comics, Mark Gruenwald, que era o "maior especialista em continuidade" da Marvel, já que cada membro da AVT nos quadrinhos deveria ser um clone de Gruenwald. Herron tinha inicialmente imaginado Mobius com uma aparência desalinhada, mas ela e Wilson consideraram que não estava funcionando. Wilson se lembrou de uma época em que estava no Saturday Night Live com cabelos grisalhos e sentiu que seria uma direção interessante para o personagem; isso acabou fazendo parte do visual do personagem. Di Martino observou que o traje "um pouco desarrumado" de Sylvie e a faixa com chifre quebrado foram feitos para ajudar a refletir a vida que ela teve, com o traje e a faixa sendo semelhantes ao design de Lady Loki que aparece na série dos quadrinhos Loki: Agent of Asgard. Wada acrescentou zíperes ocultos ao traje de Di Martino para permitir que ela amamentasse no set, já que Di Martino começou a trabalhar na série quatro meses após o parto.
Para o design da TVA, Herron tirou inspiração visual dos filmes Metrópolis (1927), Blade Runner - O Caçador de Androides (1982) e O Guia do Mochileiro das Galáxias (2005) e da arquitetura brutalista do sudeste de Londres para se misturar ao "estilo meio-oeste" da série Mad Men. Ela também olhou para os visuais "retro-futuristas" de Brazil - O Filme (1985). Dos quadrinhos, Herron foi atraída por "essas imagens incríveis de mesas indo para o infinito" para incorporar ao design da AVT. A designer de produção, Kasra Farahani, tinha inclinações semelhantes às de Herron para o design da AVT, separadamente sentindo que Brazil seria uma boa inspiração, já que o filme é "como uma grande burocracia esmagando o indivíduo". Assim como a arquitetura brutalista pela qual Herron foi atraída, Farahani também olhou para o modernismo de meados do século europeu de influência soviética, bem como para o modernismo americano de meados do século, para "a pele, a paleta e os padrões extravagantes" dentro da AVT. Algumas partes da AVT são construídas com a mesma pedra que constitui a Cidadela do Fim dos Tempos. O objetivo de Farahani era criar um espaço que “não dá para dizer imediatamente se este é um lugar caloroso e amigável ou se é um lugar que quer destruí-lo”.
A AVT inclui "tetos elaborados", com Farahani trabalhando ao lado da diretora de fotografia, Autumn Durald Arkapaw, para incorporar a iluminação a eles; quando Arkapaw fotografou de um ângulo baixo, produziu "belos quadros gráficos com formas dinâmicas em quase todos os fundos". Farahani descreveu a tecnologia da AVT como se "a tecnologia analógica nunca tivesse parado e a digital nunca tivesse acontecido", com a tecnologia analógica ficando "cada vez mais sofisticada"; isso ajudou com a sensação anacrônica da organização. Os diversos ecrãs da AVT não apresentam cor, tendo em vez disso um aspecto monocromático e digitalizado de 8 bits. Grande parte da tecnologia foi construída de forma personalizada a partir de televisores e computadores antigos que foram combinados com "outras peças de tecnologia aleatórias e díspares", enquanto os Temp Pads foram inspirados por relógios com calculadora e suas interfaces inspiradas no Super Nintendo Entertainment System e no Game Boy Camera. O mundo fora dos escritórios da AVT é retratado como uma cidade infinita com inspiração em Metrópolis e imagens de espaços infinitos das histórias em quadrinhos, que Herron queria que tivesse um "nível de irrealidade de algumas maneiras [porque ...] é em um planeta e não há um sol". A maioria das locações e cenários da série foram construídos em 360 graus em palcos de som ou backlot, o que deu a Farahani maior controle sobre os detalhes e outros aspectos dos cenários. O design da sequência dos créditos finais da série foi projetado pela Perception, e foi inspirado pela sequência de créditos de Seven.

### Filmagens
As filmagens começaram em janeiro de 2020, no Pinewood Atlanta Studios em Atlanta, Geórgia, com a direção de Herron, e Autumn Durald servindo como diretora de fotografia. A primeira temporada foi filmada com os títulos provisórios de "River Cruise" e "Architect". Herron desejava muito que Loki fosse uma carta de amor a filmes de ficção científica como Brazil - O Filme, Metrópolis, O Guia do Mochileiro das Galáxias e Alien, o Oitavo Passageiro (1979). Ela também se inspirou na série Teletubbies, e na qualidade noir de Blade Runner - O Caçador de Androides. Arkapaw também se inspirou em Blade Runner, bem como em Zodíaco e Klute - O Passado Condena (1971). Ela usou o enquadramento e a iluminação, técnicas de cinema "muito anos 70" para ajudar na narrativa e foi atenciosa em "como os personagens se movem no espaço", bem como a névoa. Ela apontou Jurassic Park - Parque dos Dinossauros (1993) como um exemplo do tom de "grande ficção científica com coração" que a série almejava.
A série foi filmada em câmeras digitais Sony Venice com lentes anamórficas da série T Panavision. Arkapaw expandiu e dessintonizou essas lentes para ajustar sua qualidade de reflexo, queda e distância focal. As filmagens locais ocorreram na área metropolitana de Atlanta durante todo o mês de fevereiro. Em 14 de março, as filmagens da série foram interrompidas devido à pandemia de COVID-19. A produção foi retomada no Pinewood Atlanta Studios em setembro. Aproximadamente um mês de filmagem restava em meados de novembro, e a produção da série foi encerrada em meados de dezembro. O Atlanta Marriott Marquis serviu como sede da Autoridade de Variância Temporal. No set da AVT, Arkapaw usou luzes de teto incandescentes congeladas como as luzes principais do set. Outros locais da Geórgia usados para as filmagens incluíram uma pedreira no norte da Geórgia que se tornou a cidade Lamentis-1 e uma loja de descontos vaga que se tornou a superloja futurística Roxxcart. A tecnologia StageCraft da Industrial Light & Magic não foi considerada para a série, com Farahani afirmando que não era "criativamente super-relevante" para o que era desejado.

### Pós-produção
Herron começou a editar o que já havia sido filmado durante o encerramento da produção, o que ajudou a informar a ela, Martin e Wright sobre o que precisava ser retrabalhado ou adicionado quando a filmagem fosse retomada para se ajustar ao tom pretendido da série. Paul Zucker, Emma McCleave e Calum Ross atuam como editores. O trabalho de Herron na série será concluído em 16 de junho de 2021. Os efeitos visuais foram fornecidos por Cantina Creative, Crafty Apes, Digital Domain, FuseFX, Industrial Light & Magic, Luma Pictures, Method Studios, Rise, Rodeo FX e Trixter. Os portais de tempo da AVT foram inspirados na cena de prática de escudo de Duna (1984), com 150 versões de como os portais apareceriam criadas para testar qual funcionaria melhor.

### Música
A compositora Natalie Holt começou a trabalhar em um "conjunto de temas" para Loki, Mobius, AVT e Sylvie em agosto de 2020, começando com a música do episódio final e retrocedendo até o primeiro episódio, o que ajudou a criar um "projeto" para sua trilha que teve uma "narrativa abrangente". Herron usou amostras de música que Holt lhe enviou antes que a partitura fosse concluída para ajudar a "moldar o tom" e as emoções da série. Holt e Herron foram atraídas pelo teremim para fazer parte do tema principal da série, com Holt acreditando que o "caráter" do instrumento era adequado para a série e a partitura. Charlie Draper tocou o teremim na trilha, auxiliando Holt a converter a trilha para a gama de graves mais baixa do instrumento. A trilha de Holt combinou o teremim com uma orquestra (executada pela Budapest Film Orchestra), sintetizadores analógicos, sons de relógio e instrumentos folclóricos escandinavos, muitos dos quais foram criados e contribuídos remotamente enquanto Holt trabalhava em seu estúdio em Londres. As trilhas dos dois episódios finais também apresentam um coro de 32 pessoas. Herron também chamou a trilha de Holt para Loki de "operística e ousada", bem como "muito em camadas e eletrônico com uma energia sombria e estranha" que se encaixava bem no personagem.
Comparando Loki a um personagem maquiavélico, Holt queria que seu tema tivesse "gravidade e peso clássico", além de um "som da era espacial". Ela citou os sons de sintetizador Moog de Wendy Carlos em Laranja Mecânica (1971) como uma influência, já que Holt viu semelhanças entre Loki e o protagonista Alex. Holt também queria "justapor" e "interagir" o tema de Loki com o tema da AVT. Os sons do relógio foram incluídos, uma vez que o conceito de tempo era fundamental para a série, e eles aparecem no tema da AVT que Holt queria que fossem "grandiosos, quase como uma experiência religiosa" com "essas enormes ondas de cordas" e "ornamentos e grandes gestos", inspirando-se em "Cavalgada das Valquírias" de Richard Wagner. O tema tem um "som de ficção científica levemente granulado, desbotado [e] vintage" para refletir a natureza analógica da AVT, com Holt criando uma "versão demo low-fi" do tema que consistia principalmente de sintetizadores e tinha um som de fita analógica que foi mantido para o título de abertura, enquanto a versão orquestral completa do tema foi usada para a sequência final do título.
Os instrumentos noruegueses, incluindo o violino hardanger e o Nyckelharpa de cordas, foram usados para representar Asgard e a mãe de Loki, Frigga, bem como o tema de Sylvie, que Holt descreveu como "muito escuro, orquestral, impulsivo e assassino". Os temas de Sylvie e Frigga estão conectados, e Holt queria "sentir aquele senso de passado e senso de história e esta base emocional" entre os dois. O tema de Frigga foi originalmente escrito no violino, com o músico norueguês Erik Rydvall ajudando Holt tocando o tema no violino hardanger e adicionando "um pouco de coração" e ornamentação folk. Para Mobius, Holt ouviu Bon Jovi e outras músicas de rock dos anos 1990 para criar sua "paleta de som", enquanto o tema de Renslayer é "como um órgão alto" e está vinculado ao de Mobius. O tema da Caçadora B-15 foi baseado em um ritmo de bateria, com Holt amostrando sua voz em várias camadas para criar "esse horrível som deslizante com esse ritmo impulsionador por baixo".

A trilha sonora da série será lançada digitalmente pela Marvel Music e Hollywood Records em dois volumes: a música dos três primeiros episódios foi lançada em 2 de julho de 2021, e as músicas dos três últimos episódios foram lançadas em 23 de julho. A faixa dos créditos finais, "TVA", foi lançada como single em 11 de junho.
| Loki: Vol. 1 (Episodes 1–3) [Original Soundtrack] |                                        |         |  |
| N.º                                               | Título                                 | Duração |  |
| 1.                                                | "TVA"                                  | 2:28    |  |
| 2.                                                | "New York, 2012"                       | 1:30    |  |
| 3.                                                | "Gobi, 2012"                           | 3:00    |  |
| 4.                                                | "TVA First View"                       | 1:06    |  |
| 5.                                                | "Loki Green Theme"                     | 2:24    |  |
| 6.                                                | "Loki Processing"                      | 2:16    |  |
| 7.                                                | "Aix-En-Provence, 1549"                | 2:34    |  |
| 8.                                                | "Miss Minutes"                         | 2:00    |  |
| 9.                                                | "Mischievous Scamp"                    | 1:28    |  |
| 10.                                               | "Dangerous Variant"                    | 1:37    |  |
| 11.                                               | "Frigga"                               | 2:21    |  |
| 12.                                               | "TVA Inner Workings"                   | 1:48    |  |
| 13.                                               | "DB Cooper"                            | 1:35    |  |
| 14.                                               | "Oshkosh, 1985"                        | 1:53    |  |
| 15.                                               | "Catch Up"                             | 1:38    |  |
| 16.                                               | "Jet Ski"                              | 2:11    |  |
| 17.                                               | "Glorious Purpose"                     | 2:34    |  |
| 18.                                               | "The Archives"                         | 2:08    |  |
| 19.                                               | "Salina, 1858"                         | 1:39    |  |
| 20.                                               | "Roxxcart, 2050"                       | 2:06    |  |
| 21.                                               | "I Miss Randy"                         | 1:52    |  |
| 22.                                               | "Reset Charges"                        | 2:27    |  |
| 23.                                               | "TVA Title Card"                       | 1:38    |  |
| 24.                                               | "Very Full" (featuring Tom Hiddleston) | 1:26    |  |
| 25.                                               | "Lamentis-1, 2077"                     | 1:54    |  |
| Duração total:                                    | Duração total:                         | 49:33   |  |

| Loki: Vol. 2 (Episodes 4–6) [Original Soundtrack] |                                                                                   |         |  |
| N.º                                               | Título                                                                            | Duração |  |
| 1.                                                | "Headless"                                                                        | 2:17    |  |
| 2.                                                | "Temptation"                                                                      | 2:12    |  |
| 3.                                                | "Pep Talk"                                                                        | 4:04    |  |
| 4.                                                | "Wild"                                                                            | 4:05    |  |
| 5.                                                | "Time Loop"                                                                       | 2:13    |  |
| 6.                                                | "Lokius"                                                                          | 3:00    |  |
| 7.                                                | "Alligator Bite"                                                                  | 3:11    |  |
| 8.                                                | "God of Outcasts"                                                                 | 2:53    |  |
| 9.                                                | "Reunion"                                                                         | 2:37    |  |
| 10.                                               | "Secret Hide Out"                                                                 | 1:51    |  |
| 11.                                               | "Goodbyes"                                                                        | 3:26    |  |
| 12.                                               | "Living Storm"                                                                    | 2:18    |  |
| 13.                                               | "Classic Builds" (includes elements of "Ride of the Valkyries" by Richard Wagner) | 2:41    |  |
| 14.                                               | "Time"                                                                            | 2:35    |  |
| 15.                                               | "Pruned"                                                                          | 2:44    |  |
| 16.                                               | "Ravonna’s Mission"                                                               | 2:07    |  |
| 17.                                               | "B15’s Memories"                                                                  | 1:24    |  |
| 18.                                               | "Ohio, 2018"                                                                      | 2:55    |  |
| 19.                                               | "Fibbed"                                                                          | 4:12    |  |
| 20.                                               | "Stop"                                                                            | 3:17    |  |
| 21.                                               | "Be"                                                                              | 4:58    |  |
| 22.                                               | "Back in the TVA"                                                                 | 2:12    |  |
| 23.                                               | "He Who Remains"                                                                  | 2:55    |  |
| Duração total:                                    | Duração total:                                                                    | 66:17   |  |

### Marketing
Membros selecionados da equipe de marketing da Disney tiveram acesso a roteiros e informações sobre a série quando ela começou a filmar, para começar a elaborar sua campanha de marketing com base na data de lançamento. Asad Ayaz, presidente de marketing do Walt Disney Studios, e sua equipe trabalharam junto com Feige, D'Esposito, Herron e Waldron para determinar quais informações fariam parte da campanha, enquanto coordenavam os esforços das séries do Disney+ lançadas antes de Loki para dar a elas seu "tempo justo". Um comercial da série, Falcão e o Soldado Invernal, e WandaVision foram exibidos durante o Super Bowl LIV. Julia Alexander, do The Verge, disse que o clipe "não era muito", mas oferecia "vislumbres suficientes para provocar os fãs". Haleigh Foutch no Collider sentiu todos os comerciais do Super Bowl, os teasers da Marvel "roubaram o show" e tinham "muito com que ficar animado".
Um trailer da série foi lançado durante o Disney Investor Day em dezembro de 2020. Os escritores da Polygon disseram que Loki "finalmente se sente livre das abordagens fundamentadas dos primeiros filmes de Thor", e com base no conteúdo do trailer e considerando que a série lida com alternativas realidades, a série pode tentar "explicar" certos fenômenos como Loki sendo D. B. Cooper ou apresenta mundos onde lendas urbanas, como o videogame fictício Polybius, existem. John Boon, que escreveu para a Entertainment Tonight, chamou o trailer de "uma primeira olhada maluca". Hoai-Tran Bui do /Film disse que as cenas do trailer eram "muito intrigantes e enigmáticas" e ficou surpreso ao saber da série mais do que "apenas a série que supomos" e que lidaria "com misteriosas conspirações e distorções da realidade organizações".
Um segundo trailer da série foi lançado em 5 de abril de 2021. Charles Pulliam-Moore da io9 chamou o trailer de "uma aventura de salto no tempo em grande escala com a promessa de ser o próximo grande sucesso do Disney+". O colega de Pulliam-Moore, Jame Whitbrook, disse que o trailer era "cheio de mistério" e foi mais claro do que o primeiro sobre o papel da TVA na série, mas ainda não estava claro o que Loki ganhou "além da chance de representar sua própria marca de caos em um todo multiverso nas diversas linhas do tempo". Austen Goslin da Polygon disse que parecia que Loki visitaria momentos memoráveis dos filmes do MCU, chamando Loki de "uma série de assalto de ficção científica e realidade". Bui sentiu que este trailer deu uma melhor compreensão de como Loki se envolveria com a AVT do que o primeiro trailer.
Um pôster da série foi revelado em maio de 2021, que apresentava Loki, Mobius M. Mobius, Ravonna Lexus Renslayer e Hunter B-15, bem como a "Senhorita Minutos", o desenho animado do relógio laranja que é o mascote da AVT. Os comentaristas foram atraídos pela Senhorita Minutos, pensando que seria o novo personagem favorito do espectador, com Chris Evangelista do /Film amando o mascote apesar de sua estranheza e não estar convencido de que era um relógio. Erin Brady do Collider pensou que a Senhorita Minutos tentaria "roubar o momento do Baby Yoda", enquanto Adele Ankers do IGN acreditava que o mascote era uma dica para as várias realidades que a série exploraria, apesar de não saber que papel a Senhorita Minutos teria na série. Dois episódios da série Marvel Studios: Legends foram lançados em 4 de junho de 2021, explorando Loki e o Tesseract usando imagens de suas aparições nos filmes do UCM. Elaborar uma campanha para uma série de televisão, em vez do fim de semana de estreia do filme, exigia que Ayaz e sua equipe estivessem cientes dos spoilers antes do lançamento de Loki, enquanto novos materiais de marketing lançados após os episódios cobriam personagens ou momentos revelados no episódio anterior. Em junho de 2021, foi anunciado o curta-metragem dos Simpsons, O Bem, o Bart e o Loki, que seria lançado junto com "Journey into Mystery" no Disney+. O curta mostra Loki se unindo a Bart Simpson em um crossover que homenageia os heróis e vilões do UCM. Hiddleston repete seu papel como Loki no curta.
Em janeiro de 2021, a Marvel anunciou seu programa "Marvel Must Haves", que revela novos brinquedos, jogos, livros, roupas, decoração e outras mercadorias relacionadas a cada episódio de Loki na segunda-feira após o lançamento de um episódio. A primeira mercadoria foi revelada em 7 de junho de 2021, que incluía Funko Pops, bonecos da Marvel Legends, broches, roupas e acessórios da série, enquanto a General Mills e a Marvel anunciaram que iriam lançar 3.500 caixas de marcas especiais do cereal Lucky Charms, intitulado "Loki Charms", no mesmo dia do lançamento da série. O merchandise de "Must Haves" para os episódios começou em 11 de junho. No final do mês, a Hyundai Motor Company lançou um comercial apresentando Hiddleston como Loki, promovendo a série e o Hyundai Tucson. O comercial foi produzido pela Marvel junto com comerciais semelhantes para WandaVision, Falcão e o Soldado Invernal e What If ...?, e tinha como objetivo contar uma história "no-mundo" ambientada na narrativa da série. Recebeu 2 milhões de visualizações em 24 horas de seu lançamento. Com o lançamento de cada episódio, a aparência e os trajes de Loki no Campus dos Vingadores na Disneyland são atualizados a cada semana para refletir os eventos do episódio.

## Lançamento
A primeira temporada estreou no Disney+ no dia 09 de junho de 2021, sendo lançada semanalmente às quartas-feiras, e consistirá em seis episódios. A série foi originalmente agendada para ser lançada em maio de 2021, antes de ser deslocada para 11 de junho de 2021 e, em seguida, para dois dias antes. Faz parte da Fase Quatro do UCM.

## Recepção

### Audiência do público
O CEO da Disney, Bob Chapek, anunciou que "Glorious Purpose" foi a estreia de série mais assistida do serviço de streaming em sua semana de abertura. A Nielsen Media Research, que mede o número de minutos assistidos pelo público dos Estados Unidos em aparelhos de televisão, listou Loki como a terceira série original mais assistida em serviços de streaming na semana de 7 a 13 de junho, com "Glorious Purpose" acumulando 731 milhões de minutos visto, que foi mais do que as estreias de Falcão e o Soldado Invernal (495 milhões de minutos) e WandaVision (434 milhões). De acordo com a Samba TV, "For All Time. Always." foi visto em 1,9 milhões de residências nos EUA de 14 a 18 de julho, superando as finais de WandaVision (1,4 milhões) e Falcão e o Soldado Invernal (1,7 milhões). Em maio de 2022, Feige anunciou que Loki era a série do Disney+ mais assistida da Marvel Studios até o momento.

### Resposta da crítica
| - 1.ª temporada (2021): Porcentagem de avaliações positivas rastreadas pelo site Rotten Tomatoes | |
|                                                                                                  | Esta página contém um gráfico que utiliza a extensão <graph>. A extensão está temporariamente indisponível e será reativada quando possível. Para mais informações, consulte o ticket T334940. |

O site agregador de resenhas Rotten Tomatoes relata uma taxa de aprovação de 96% com uma classificação média de 7,82 / 10, com base em 57 análises. O consenso crítico diz: "Uma divertida diversão do UCM como conhecemos, Loki vê com sucesso a estrela Tom Hiddleston pular de vilão amado a anti-herói cativante — com uma pequena ajuda de um adorável Owen Wilson — em uma série que é tão fora de forma, encantadora e vagamente perigosa como o próprio semideus". O Metacritic, que usa uma média ponderada, atribuiu uma pontuação de 73 em 100 com base em 21 críticos, indicando "avaliações geralmente favoráveis".
Para os dois primeiros episódios da série, os avaliadores foram rápidos em destacar as brincadeiras e a relação entre Loki de Hiddleston e Mobius de Wilson. Os vários elementos do design de Loki, particularmente o design de produção de Kasra Farahani e a cinematografia de Autumn Durald Arkapaw, também foram elogiados.
Matt Webb Mitovitch, da TVLine, deu aos dois primeiros episódios um "B+". Ele sentiu Hiddleston "deslizar sem esforço de volta" para esta versão de Loki e explicou que a brincadeira entre Hiddleston e Wilson foi "uma atualização significativa do que Falcão e Soldado Invernal acreditavam que estava fazendo". Mitovitch concluiu que, uma vez que a premissa foi estabelecida, Loki fica "muito divertido", com cada episódio "se transformando em uma revelação tentadora e dupla ... que abre todos os tipos de possibilidades" para o restante da série. Daniel Fienberg, do The Hollywood Reporter, disse em sua crítica: "Depois de dois episódios, Loki está em um ponto crítico. Tendo configurado tudo em um grau exaustivo, as coisas poderiam ser alinhadas para ficarem realmente divertidas — se não malucas no estilo de Rick e Morty, talvez divertidas em algumas das formas de ruptura-da-semana [de] Legends of Tomorrow da The CW ... Ou Loki pode ser apenas muito de Hiddleston e Wilson falando, o que ainda pode ser envolvente por seis episódios". Nick Allen, avaliando para o RogerEbert.com, chamou Loki de "uma adição excitante e genuinamente inspirada à narrativa da Marvel, que lança seu vilão complicado em território original com a ajuda da viagem no tempo", acrescentando que a série "estava fadada a ser uma jóia da ficção científica".
Avaliando os dois primeiros episódios para a Variety, Caroline Framke estava mais reservada sobre o sucesso da série, sentindo que o primeiro episódio "denso" tinha muito terreno a percorrer, enquanto o segundo "era muito mais envolvente" e capaz de ter mais diversão, terminando com uma provocação de "uma nova direção intrigante", embora ela tenha advertido que isso poderia acabar "não se desviando do roteiro usual". Dando aos episódios um "C", Ben Travers da, IndieWire, sentiu que a série era "qualquer filme ou programa de TV em que um criminoso é recrutado pelas autoridades para ajudar a resolver um caso difícil", com pouco progresso da história ao longo dos episódios, em vez de usar "exaustivas" explicações. Ele acrescentou: "Loki não é realmente sobre Loki, mas sim sobre a introdução da AVT, a logística da viagem no tempo e como a linha do tempo da Fase 4 do UCM terminará com Multiverso da Loucura".
A trilha de Holt para a série também foi amplamente elogiada, com Jillian Unrau, da GameRant, afirmando que Holt "fez um excelente trabalho em fazer a música complementar a história, além de ser icônica por conta própria". Em sua crítica para o episódio final da temporada, Caroline Siede, no The A.V. Club, sentiu que a série tinha sido "imprevisível e estranhamente direta; ousado em seus movimentos de mudança de jogo, mas inconseqüentes em muitas de suas escolhas narrativas". Dando à temporada uma nota 8 de 10, Simon Cardy, do IGN, disse que, em comparação com as duas séries anteriores do Marvel Studios, que eram "peças mais introspectivas", Loki levou os espectadores "a novos lugares para conhecer novas pessoas; não apenas tornando uma sessão agradável por si só, mas também proporcionando emoção através da promessa do que está por vir". Cardy elogiou o desempenho de Hiddleston, observando que interpretar a versão de 2012 do personagem "torna a peça central mais divertida", bem como elogiar Wilson e Di Martino por seus papéis e química com Hiddleston, e destacando a cinematografia de Arkapaw. Em sua análise da temporada, Andrew Webster, do The Verge, explicou que Loki o fez "esquecer o resto do Universo Cinematográfico Marvel", uma vez que era "uma excelente peça de ficção científica" que foi a entrada mais independente do UCM até o momento, acreditando que foi um bom ponto de entrada para o UCM, uma vez que é "o melhor que o gênero do super-herói tem a oferecer sem todo o dever de casa". Webster também elogiou o elenco, que parecia estar "se divertindo muito", mencionando que "Hiddleston adiciona uma profundidade a Loki que ainda não vimos ... e ele tem uma química magnética com Wilson e Di Martino".

### Análise
Antes do lançamento da série, Sam Barsanti, no The A.V. Club, observou como o potencial para várias versões alternativas de Loki aparecerem na série e continuarem no UCM era "uma maneira inteligente de manter a presença de Loki no UCM sem se preocupar em manter Hiddleston sob contrato ou ter que continuar explicando que este Loki — mesmo que ele seja interpretado por Hiddleston — não é o mesmo Loki que foi morto por Thanos", e seguiria o exemplo com WandaVision e Falcão e o Soldado Invernal, ambos revelando novas encarnações de heróis existentes. Barsanti estava animado com a perspectiva de ver potencialmente o Velho Loki (supostamente interpretado por Grant), o heróico Kid Loki (que poderia ser outro membro potencial da equipe dos Jovens Vingadores que o Marvel Studios estaria indicando) e, em particular, Lady Loki (supostamente interpretada por Di Martino). Uma vez que Lady Loki é "geralmente mais uma vilã impenitente do que outros Lokis", seria uma maneira do Marvel Studios atualizar o personagem Loki e torná-lo um vilão sem "[negar] o crescimento pelo qual o Loki de Hiddleston passou". Escrevendo para o The Verge, Chaim Gartenberg acreditava que, ao entrar na série, Loki se sentia mais como "um spinoff com S maiúsculo" do que WandaVision e Falcão e o Soldado Invernal, ambos os quais serviram como introdução para longas-metragens. Assim como, estar um pouco mais desconectado poderia permitir à Marvel a oportunidade de "fazer uma série mais independente que pode realmente ser um bom programa de TV", acreditando como nos quadrinhos, histórias independentes às vezes produzem histórias melhores do que "os épicos de 1.000 edições".
Após o primeiro episódio, Richard Newby, do The Hollywood Reporter, acreditava que a série estava prometendo uma "grande expansão" da tradição do UCM que "substituiria qualquer coisa que o Marvel Studios já tentou com uma única entrada [UCM]", afirmando que Loki parecia "cosmicamente grande, ainda ao mesmo tempo, [ainda] profundamente pessoal". Itens de conhecimento específicos que Newby queria ficar de olho eram os Nexus Points, que poderiam ter conexões com WandaVision, e como eles poderiam levar à criação de multiversos, e à guerra do multiverso, que poderia ser uma referência a um futuro evento tipo-Guerras Secretas que "reescreveria a realidade" e "faria a busca pelas Jóias do Infinito parecer pequena em comparação".
Ben Child, do The Guardian, criticou o retorno de Loki como parte de um padrão de personagens do UCM fazendo aparições após suas mortes na tela, citando o retorno dos personagens do Blip, o retorno de Natasha Romanoff na prequela Viúva Negra, e o aparecimento de versões do Visão em WandaVision, dizendo que "estraga o lindo pathos de todas aquelas cenas de morte" e que "todas as apostas estão canceladas com métodos de ressurreição futuras".
Após "The Nexus Event", que viu os Guardiões do Tempo serem revelados como andróides e Loki reaparecer em um mundo desolado com outras variantes de Loki depois de ser podado, Newby opinou que Beyonder e Battleworld poderiam ser incluídos na série. Adam B. Vary e Mónica Marie Zorrilla, da Variety, discordaram de Newby, apontando que, com as séries anteriores do Marvel Studios, eles não teceram "personagens novos e complicados como figuras centrais", como o Beyonder, tão tarde em uma série. A dupla acreditava que Kang, o Conquistador poderia ser incluído, já que o personagem "[fazia] sentido dos quadrinhos ... [e] para o UCM", já que ele tinha laços mais fortes com elementos de Loki, como um relacionamento com Ravonna nos quadrinhos, e apareceria em Homem-Formiga e a Vespa: Quantumania retratado por Jonathan Majors. Uma variante de Kang, chamada Aquele Que Permanece, aparece no episódio final também retratado por Majors. Newby notou como desta vez as teorias dos fãs deram certo, mas com "uma reviravolta inesperada". Sabendo que Majors também apareceria como Kang, Newby estava animado com a "chance única de Majors ... de interpretar diferentes versões de um personagem, cada uma potencialmente mais assustadora do que a anterior". David Opie, do Digital Spy, criticou a introdução de Aquele Que Permanece, dizendo que "veio completamente do nada" para os que não leem os quadrinhos, apesar de admitir que as especulações em torno da aparência do personagem eram corretas.

## Documentário especial
Em fevereiro de 2021, foi anunciada a série documental Assembled. O especial Assembled: The Making of Loki, entra nos bastidores do making of da série, apresentando Waldron, Herron, Hiddleston, Mbatha-Raw, Mosaku, Wilson, Di Martino, Oparei, Grant e Majors. O especial foi lançado no Disney+ em 21 de julho de 2021.